# Zanim zasnę (film)
Zanim zasnę (ang.: Before I Go to Sleep) – thriller dramatyczny z 2014 roku w reżyserii i według scenariusza Rowana Joffé. Adaptacja powieści S.J. Watsona pt.: Zanim zasnę(wyd. polskie 2012, w tłum. Ewy Penksyk-Kluczkowskiej) .

## Obsada
- Nicole Kidman jako Christine Lucas
- Colin Firth jako Ben Lucas
- Mark Strong jako dr Nash
- Anne-Marie Duff jako Claire
- Dean-Charles Chapman jako Adam
- Rosie MacPherson jako Emily
- Jing Lusi jako pielęgniarka Kate
- Chris Cowlin jako oficer policji